# 姬家山乡
姬家山乡，是中华人民共和国河南省鹤壁市鹤山区下辖的一个乡镇级行政单位。

## 行政区划
姬家山乡下辖以下地区：
娄家沟村、崔村沟村、姬家山村、西顶村、黄庙沟村、施家沟村、狐尾沟村、张家沟村、土门村、石门村、蒋家顶村、高洞沟村、张陆沟村、东齐村和沙锅爻村。

## 中国传统村落
- 2012年12月，王家辿村被评为首批“中国传统村落”。
- 2013年8月，王家站村被评为第二批中国传统村落。